# DeJon Jarreau
Pour les articles homonymes, voir Jarreau.
DeJon Jarmond Jarreau, né le 23 janvier 1998 à La Nouvelle-Orléans en Louisiane, est un joueur américain de basket-ball évoluant aux postes de meneur et d'arrière.

## Biographie

### Université
Il évolue une saison pour les Minutemen de l'UMass puis trois saisons sous les couleurs des Buckeyes d'Ohio State.
Ayant terminé son cursus universitaire, il est automatiquement éligible à la draft NBA 2021. Il n'est pas sélectionné.

### Carrière professionnelle

#### Pacers de l'Indiana (2021)
Bien que non drafté, il signe, en août 2021, un contrat two-way en faveur des Pacers de l'Indiana. Il est coupé le 15 décembre 2021.
Fin décembre 2021, il signe pour 10 jours en faveur des Rockets de Houston mais n'évoluera pas avec la franchise du Texas.

#### Grizzlies de Memphis (mars 2024)
En mars 2024, il signe un contrat de 10 jours avec les Grizzlies de Memphis.

## Statistiques

### Universitaires
Les statistiques de Duane Washington Jr. en matchs universitaires sont les suivantes :
| Saison    | Équipe   | Matchs | Titul. | Min./m | % Tir | % 3pts | % LF | Rbds/m. | Pass/m. | Int/m. | Ctr/m. | Pts/m. |
| --------- | -------- | ------ | ------ | ------ | ----- | ------ | ---- | ------- | ------- | ------ | ------ | ------ |
| 2016-2017 | UMass    | 31     | 24     | 24.4   | .442  | .244   | .644 | 3.6     | 4.5     | 1.0    | .7     | 9.8    |
| 2018-2019 | Houston  | 30     | 0      | 18.0   | .471  | .364   | .694 | 3.8     | 3.3     | .6     | .5     | 8.7    |
| 2019-2020 | Houston  | 30     | 17     | 23.1   | .374  | .175   | .795 | 4.3     | 3.7     | .6     | .4     | 9.0    |
| 2020-2021 | Houston  | 31     | 31     | 28.3   | .432  | .344   | .703 | 5.4     | 4.3     | 1.3    | .5     | 10.6   |
| Carrière  | Carrière | 122    | 72     | 23.5   | .429  | .285   | .713 | 4.3     | 4.0     | .9     | .5     | 9.5    |

## Distinctions personnelles

### Universitaires
- Second-team All-AAC (2021)
- AAC Defensive Player of the Year (2021)
- AAC Sixth Man of the Year (2019)